# Związki metaloorganiczne
Związki metaloorganiczne – organiczne związki chemiczne, zawierające przynajmniej jedno wiązanie kowalencyjne pomiędzy atomem metalu i atomem węgla grupy organicznej. Do związków metaloorganicznych nie zalicza się związków zawierających wyłącznie ligandy nieorganiczne (np. CO i CN), ani związków, w których nie występuje wyraźne wiązanie metal-węgiel. Np. tetraetyloołów Pb(C2H5)4 i dimetylortęć Hg(CH3)2 są związkami metaloorganicznymi, natomiast nie są nimi np. etanolan sodu C2H5ONa (brak wiązania Na−C), hem (zawiera wiązanie Fe−N, a nie Fe−C) i pentakarbonylek żelaza Fe(CO)5 (brak grupy organicznej). Do pierwiastków tworzących związki metaloorganiczne zalicza się oprócz typowych metali także półmetale i niemetale o niskiej elektroujemności (np. bor, krzem, arsen itp.).
Związki metaloorganiczne składają się z centrum metalicznego, którym może być jeden bądź kilka atomów metalu, oraz z otaczających to centrum ligandów, którymi mogą być pojedyncze atomy niemetalu oraz rozmaite grupy organiczne i nieorganiczne.
Związki metaloorganiczne niezwykle rzadko występują w naturze. Jedyny związek metaloorganiczny występujący w organizmie człowieka to pochodna witaminy B12, metylokobalamina (MeCbl) zawierająca wiązanie Co−CH3.
Związki metaloorganiczne są wykorzystywane jako efektywne katalizatory wielu reakcji organicznych – ich szczególna geometria i struktura elektronowa umożliwia m.in. syntezę związków o pożądanej konfiguracji stereochemicznej i jest podstawą syntezy asymetrycznej.
Najważniejsze grupy związków metaloorganicznych
- związki pierwiastków grup głównych: silany, aluminoksany, związki cynoorganiczne, związki litoorganiczne, związki Grignarda;
- związki metali przejściowych:
  - σ-kompleksy: karbonylki, kompleksy alkilowe, karbeny;
  - π-kompleksy: kompleksy alkenowe, kompleksy acetylenowe, kompleksy arenowe, metaloceny i inne cyklopentadienylowe.